# Un toque de distinción
Un toque de distinción (A Touch of Class) es una comedia romántica de 1973 que cuenta la historia de una pareja que tiene un romance y que acaba con el enamoramiento de los dos personajes. La película está protagonizada por George Segal, Glenda Jackson, Hildegarde Neil, Paul Sorvino y K Callan. La película es una adaptación de Melvin Frank y Jack Rose de la historia She Loves Me, She Told Me So Last Night de Marvin Frank. 

## Premios

### Oscar 1973
| Categoría                     | Persona                  | Resultado |
| ----------------------------- | ------------------------ | --------- |
| Óscar a la mejor película     |                          | Candidata |
| Óscar a la mejor actriz       | Glenda Jackson           | Ganadora  |
| Óscar al mejor guion original | Melvin Frank Jack Rose   | Candidato |
| Óscar a la mejor banda sonora | John Cameron             | Candidato |
| Óscar a la mejor canción      | George Barrie Sammy Cahn | Candidato |

- Datos: Q1622883